# Gare de Bourgneuf-en-Retz
La gare de Bourgneuf-en-Retz est une gare ferroviaire française de la ligne de Sainte-Pazanne à Pornic, située sur le territoire de la commune de Villeneuve-en-Retz (commune déléguée de Bourgneuf-en-Retz), dans le département de la Loire-Atlantique, en région Pays de la Loire.
C'est une halte voyageurs de la Société nationale des chemins de fer français (SNCF), desservie par des trains TER Pays de la Loire.

## Situation ferroviaire
Établie à 4 mètres d'altitude, la gare de Bourgneuf-en-Retz est située au point kilométrique (PK) 14,257 de la ligne de Sainte-Pazanne à Pornic, entre les gares Saint-Hilaire-de-Chaléons et des Moutiers-en-Retz.
Elle est équipée d'un unique quai, dont la longueur utile est de 146 mètres.

## Histoire
Du 1er septembre 2014 au 4 juillet 2015, la desserte ferroviaire de la gare est suspendue pour permettre la 2e phase de rénovation de la ligne Nantes - Pornic. Durant cette période, la desserte de la gare n'est plus effectuée que par autocar en correspondance avec des TER en gare de Sainte-Pazanne ou directement jusqu'à Nantes. Ces travaux sont prolongés de deux mois en raison de malfaçons électriques sur la signalisation ferroviaire et les passages à niveau, liées à une faiblesse du pilotage du chantier.
Durant ces travaux, l'unique quai d'une longueur utile de 90 mètres a été détruit et remplacé par un autre un peu plus en amont et faisant 146 mètres,. Le point kilométrique officiel de la gare est passé de 14,532 à 14,257[réf. nécessaire]. Cette opération permet de réduire le temps de fermeture des passages à niveau lors de l'arrêt du train en gare, et de construire ultérieurement une voie d'évitement.

## Service des voyageurs

### Accueil
Halte SNCF, c'est un point d'arrêt non géré (PANG) à entrée libre, disposant d'un abri de quai.

### Desserte
Bourgneuf-en-Retz est desservie par des trains TER Pays de la Loire qui effectuent des missions entre les gares de Nantes et de Pornic.

### Intermodalité
Un parc pour les vélos et un parking pour les véhicules y sont aménagés.